# 브루누 펠리피 지 올리베이라

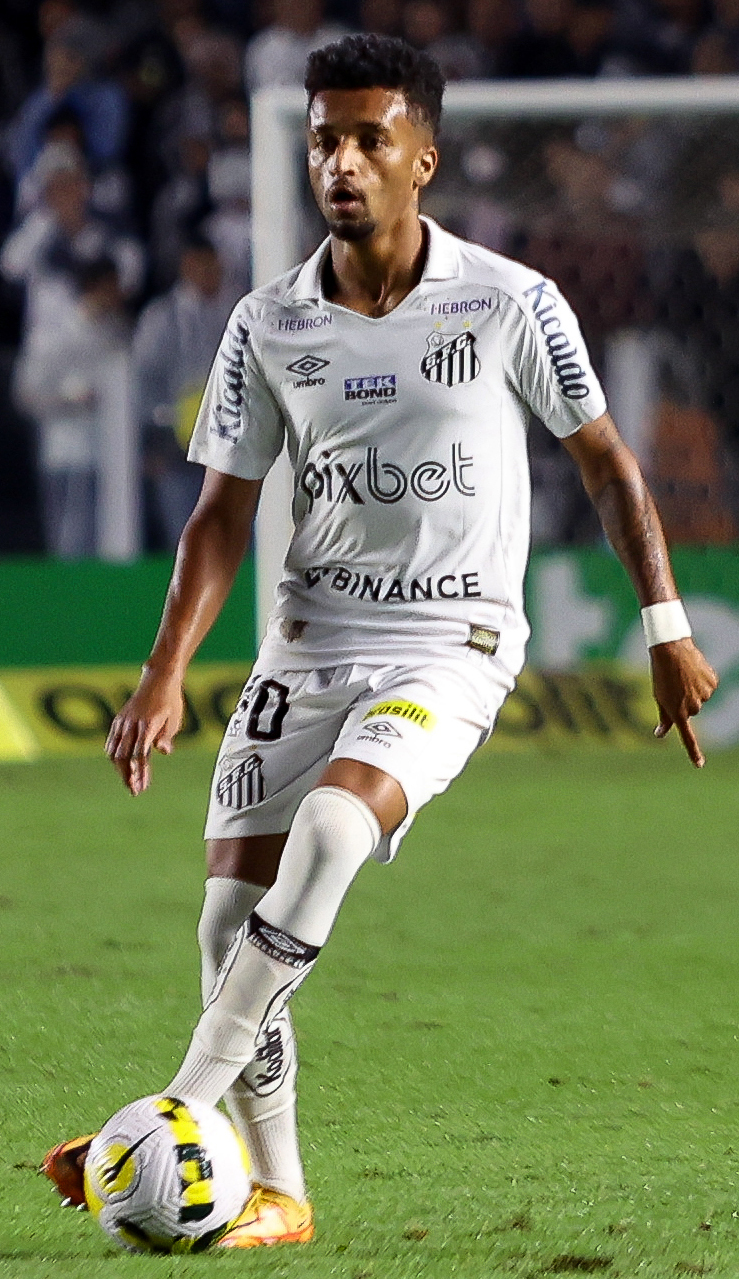

브루누 펠리피 지 올리베이라(포르투갈어: Bruno Felipe de Oliveira, 1998년 2월 1일~)는 브라질의 축구 선수이다.